# وانغ سانيون
وانغ سانيون (في اللغة الصينية: 王三运؛ من مواليد ديسمبر 1952) سياسي صيني سابق. بدأ حياته السياسية في أقليم قويتشو، قبل أن يخدم في أقاليم سيتشوان وفوجيان وآنهوي. شغل منصب حاكم آنهوي بين عامي 2007 و2011، وتم نقله إلى أقليم قانسو للعمل كسكرتير للحزب الشيوعي بين عامي 2011 و2017. بعد فترة وجيزة من تركه منصبه، تم وضعه قيد التحقيق من قبل اللجنة المركزية لفحص الانضباط بتهمة تلقي رشوة وبالتالي انتهاك الانضباط الحزبي.

## بداية مسيرته المهنية
ولد وانغ في أقليم قويتشو. يعود أصله إلى مقاطعة شان في أقليم شاندونغ؛ اسمه يعني تقريبا «ثلاث وسائل نقل». عندما كان مراهقًا، كان يعمل في مجال الأعمال اليدوية في مقاطعة تشيجين، في أقليم قويتشو، قبل أن يصبح مدرسًا في المدرسة الإعدادية هناك. في أغسطس 1974، تم قبوله في كلية غويانغ للمعلمين (الآن جامعة غويزو الاعتيادية) كطالب عامل - فلاح - جندي. انضم إلى الحزب الشيوعي الصيني، في عام 1979.  كانت أول مهمة سياسية له مع إدارة التنظيم بلجنة حزب قويتشو. 
شغل منصب رئيس الحزب في مقاطعة يونيان، في أقليم قوييانغ، ثم رئيسًا لمنظمة المقاطعة التابعة لرابطة الشبيبة الشيوعية في قويتشو، ثم رئيس حزب في يوبانشوي، ثم رئيس الحزب في عاصمة المقاطعة جوييانغ، عندما شغل أيضًا مقعدًا في نفس الوقت في لجنة المقاطعات الدائمة للحزب، حيث دخل صفوف المقاطعات الفرعية في أكتوبر 1995 في سن 43. 
في عام 1998، تم تعيين وانغ نائب سكرتير الحزب الشيوعي في قويتشو. تم نقله في عام 2001 لتولي نفس المنصب في مقاطعة سيتشوان (عندما خدم تحت قيادة تشو يونغ كانغ لمدة عام تقريبًا)، ثم نُقل مرة أخرى إلى فوجيان، مرة أخرى في نفس المكتب. تم تعيين وانغ حاكمًا لمقاطعة أنهوي في 31 يناير 2008 ؛ حيث استغرق الأمر ما مجموعه 13 عامًا للانتقال من مكتب على مستوى المقاطعة الفرعية إلى مستوى المقاطعة. 

## قانسو
في ديسمبر 2011، حقق وانغ القفزة الأخيرة في حياته السياسية، وأصبح رئيس الحزب الإقليمي في قانسو. اعتُبر اختياره لشغل المنصب الأعلى في قانسو بمثابة ترقية (على الرغم من خدمته في رابطة الشباب وخبراته الإقليمية المتنوعة). وصف المراقبون السياسيون الانتقال إلى المقاطعة الداخلية بأنه المرحلة الأخيرة من مسيرة وانغ السياسية الطويلة.
في فبراير 2013، ظهرت صور على الإنترنت لوانج يرتدي ساعة فاخرة وانتشرت في جميع أنحاء الإنترنت. واجه وانغ مشاكل أخرى مع وسائل الإعلام في مارس 2016. حيث ألقت شرطة ووي القبض على مراسل لصحيفة لانتشو اليومية بتهم مشكوك فيها تتعلق بالاحتيال والدعارة، مما أثار الاحتجاجات على الإنترنت. حاول الصحفيون أن يسألوا وانغ، المسؤول الاول عن قانسو، عن رأيه في هذا الحادث، خلال المؤتمر الوطني لنواب الشعب لعام 2016. وبدلاً من إعطاء إجابة وافيه، قيل إن وانغ كان صامت بشأن الحادث أمام المراسلين، مما تسبب في بعض الأجواء الغير مريحة، التي أغضبت الصحافة.
في يناير 2017، تم وضع رئيس حزب مدينة لانتشو السابق يو هاييان قيد التحقيق بتهمة الفساد، مما أرسل موجات صدمة على الساحة السياسية في قانسو. في هذا الوقت تقريبًا، انتحر العديد من مسؤولي قانسو البارزين بالقفز في النهر.  في مارس، تخلى وانغ عن منصبه كسكرتير للحزب الشيوعي في قانسو، وشغل منصب نائب رئيس لجنة التعليم والعلوم والثقافة والصحة العامة بالمؤتمر الوطني لنواب الشعب. في 5 يوليو، اعتقلت السلطات وانغ. في 11 يوليو 2017، تم وضعه قيد التحقيق بتهمة انتهاك الانضباط الحزبي من قبل اللجنة المركزية لفحص الانضباط. تم طرده من الحزب الشيوعي في 22 سبتمبر 2017. في عام 2018، ورد أن المدعين العامين زعموا أن وانغ قد قبل رشاوى من يي جيانمينغ من شركة سي أي اف سي للطاقة في عام 2011.
في 11 أبريل 2019، حكم على وانغ بالسجن 12 عامًا وغرامة 4 ملايين يوان بتهمة الرشوة في مدينة تشنغتشو.